# Schoorbakke
Schoorbakke is een gehucht in Pervijze, een deelgemeente van de Belgische stad Diksmuide. Het gehucht ligt langs de IJzer, 3,5 km ten noordoosten van het dorpscentrum van Pervijze, tegen de grens met Schore. De weg tussen Pervijze en Schore (N302) kruist er de IJzer over de Schoorbakkebrug.

## Geschiedenis
Ter hoogte van Schoorbakke was vroeger een overzet of "bak" over de IJzer, wat blijkt uit een vermelding uit 1535 in "de straete die loopt naar de backe van Pervijse". De plaats ontleende dan ook zijn naam aan het dorp Schore, twee kilometer verder naar het noordoosten, en het woord bak. De IJzer vormde de grens tussen de kasselrij Veurne en het Brugse Vrije.
Toen op het eind van de 16de eeuw de Spanjaarden de kasselrij Veurne heroverden, werden ter verdediging tegen plunderingen vanuit Oostende verschillende kleine redoutes opgericht, waaronder een in de buurt van Schoorbakke. Na de inname van Oostende in 1604 verdwenen deze echter. Toen bij de Vrede van Aken de kasselrij Veurne onder Frans bewind kwam, werd nabij Schoorbakke weer een fort opgericht als verdediging tegen de Fransen.
Halverwege de 18de eeuw kwam er een eerste brug bij Schoorbakke en in 1767 een stenen brug. Op de Ferrariskaart van de jaren 1770 staat Schoorbacke getekend als een gehucht, met vlakbij een windmolen, de Schoorbacke Molen. In 1792-1793 werd in de streek gevochten tussen Fransen en Oostenrijkers en de brug werd door de Fransen platgebrand in 1793. In de eerste helft van de 19de eeuw kwam er een ophaalbrug. Tegen 1844 telde het gehucht 23 huizen.
Ook in de Eerste Wereldoorlog werd er zwaar gestreden bij de Slag om de IJzer. In oktober 1914 probeerden de oprukkende Duitsers de IJzer over te steken in Nieuwpoort, Diksmuide of een van de drie tussenliggende bruggen, de Uniebrug, de Schoorbakkebrug en de Tervatebrug. De volgende dagen werd zwaar gestreden bij Schoorbakke en op 23 oktober werd de brug opgeblazen. De Belgen moesten zich terugtrekken, maar een week later werd de Duitse opmars gestopt door de onderwaterzetting van de IJzervlakte. Na de oorlog werd het gehucht heropgebouwd en vestigden er zich een aantal herbergen. In de Tweede Wereldoorlog werd na de capitulatie in mei 1940 de brug opgeblazen door de Fransen (270e Régiment d'infanterie).

## Bezienswaardigheden
- Op de Schoorbakkebrug zijn twee gedenkplaten aangebracht die herinneren aan de gevechten van oktober 1914, namelijk een plaat voor het 3de en 23ste Linieregiment en een plaat voor het 2de en 22ste Linieregiment.
- De Schoorbakkehoeve, een voormalige abdijhoeve enkele honderden meters oostwaarts op de rechteroever, op grondgebied Schore. De geschiedenis van deze hoeve gaat terug tot de 12de eeuw.